# Густавссон, Юнас
Ю́нас Гу́ставссон (швед. Jonas Gustavsson; 24 октября 1984, Дандерюд, Швеция) — бывший профессиональный шведский хоккеист, вратарь. В НХЛ играл за «Торонто Мейпл Лифс», «Детройт Ред Уингз», «Бостон Брюинз» и «Эдмонтон Ойлерз».

## Игровая карьера
Юнас Густавссон начинал играть за юниорские и молодёжные клубы Стокгольмского АИКа. В 2007 году перешёл в «Ферьестад», где уже в следующем сезоне выиграл чемпионат Швеции, сделав пять шатаутов в тринадцати матчах плей-офф. Летом 2009 года решил уехать в Северную Америку, где интерес к нему проявляли «Даллас Старз», «Торонто Мейпл Лифс», «Колорадо Эвеланш» и «Сан-Хосе Шаркс». В итоге Юнас выбрал «Торонто» и подписал контракт на один год.

### «Торонто Мейпл Лифс»

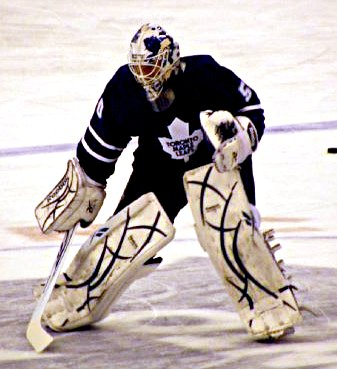
Юнас Густавссон в форме «Торонто Мейпл Лифс» в 2009 году

В «Торонто» у Густавссона обнаружились проблемы с сердцем из-за больших нагрузок. В середине сентября он перенес небольшую операцию на сердце, но к началу сезона полностью восстановился. 3 октября впервые вышел на лёд в матче НХЛ в игре против «Вашингтон Кэпиталз», заменив неудачно начавшего матч Весу Тоскалу, а уже в следующем матче против «Оттавы Сенаторз» начал игру с первых минут. 2 декабря Густавссон не смог доиграть матч против «Монреаля» и был заменен по ходу игры. Во время игры у него участилось биение сердца, и он был доставлен в ближайший госпиталь.

Когда стало известно, что у Юнаса проблемы с сердцем, я сразу принял решение поменять его. Я не хочу нести ответственность за смерть кого-либо из хоккеистов во время игры. Никакая победа не стоит жизни игрока.— Рон Уилсон, главный тренер «Торонто Мейпл Лифс»
4 декабря Юнас Густавссон перенес вторую операцию на сердце.
Несмотря на присутствие в команде сначала Весы Тоскалы, а потом и Жана-Себастьяна Жигера, считавшихся стартовыми вратарями, Юнас Густавссон провел больше всех игр среди вратарей «листьев» в сезоне 2009/10, приняв участие в более чем половине из них.
16 апреля 2010 года Густавссон продлил контракт с клубом на два года. В новом сезоне роль основного вратаря отводилась Жигеру, но из-за травм он был вынужден пропустить несколько игр. Густавссон в свою очередь начал сезон неудачно; из тех матчей, которые Юнас начинал с первых минут, команда проиграла 13 в основное время при шести победах. После разгромного поражения от «Рейнджерс» в «Мэдисон Сквер Гарден» со счетом 7—0, Густавссон был посажен в запас, а 5 февраля отправлен в клуб АХЛ «Торонто Марлис». Вместо него в «Мейпл Лифс» из «Марлис» был вызван Джеймс Раймер, который и отыграл большую часть оставшегося сезона. 12 февраля Густавссон прошёл процедуру абляции сердца.
Сезон 2011/12 Густавссон начинал как дублёр Джеймса Раймера. Это случилось после того, как 1 июля в статусе свободного агента команду покинул Жигер. Густавссон был заявлен на 81 матч из 82, сыграл в 42 из них, сделал рекордные для себя 4 шатаута за сезон и повторил свой лучший в НХЛ результат по процентному отношению отбитых бросков.
По окончании сезона, 23 июня, права на шведа были обменяны в «Виннипег Джетс». Взамен «Торонто» получал условный выбор в седьмом раунде драфта 2013 года. С «Джетс» Густавссон контракт так и не подписал, став 1 июля неограниченно свободным агентом. Выбор в 7 раунде остался у «Виннипега».

### «Детройт Ред Уингз»
1 июля 2012 года Густавссон подписал контракт на два года с «Детройтом». Сумма контракта составила 3 миллиона долларов. В укороченном из-за локаута сезоне Юнас принял участие только в семи матчах, один раз выйдя на замену Джимми Ховарду. 20 июня 2014 года Густавссон продлил соглашение с «Детройтом» на один год.
Сезон 2014/15 Густавссон начинал как второй вратарь после Ховарда. Дебют Юнаса состоялся 18 октября в матче против «Торонто Мейпл Лифс». «Детройт» выиграл матч со счётом 1:0, а Густавссон оформил первый и единственный в сезоне шатаут. В матче против «Нью-Йорк Рейнджерс», состоявшемся 4 ноября, Густавссон в овертайме неудачно упал на левую руку, пытаясь предотвратить бросок Дерика Брассара. У Густавссона был диагностирован вывих плечевого сустава, из-за чего он был вынужден пропустить три месяца. 31 января, после восстановления от травмы, Густавссона отправили в фарм-клуб «Гранд-Рапидс Гриффинс» для набора игровой формы. За время, пока Густавссон был травмирован, запасным вратарём стал Петр Мразек. 10 января травму паха получил Ховард, и Мразек стал основным вратарём. За время отсутствия двух вратарей Мразек в 11 матчах одержал 8 побед при двух поражениях. К матчу против «Питтсбург Пингвинз», состоявшемуся 11 февраля, оба вратаря — Ховард и Густавссон полностью восстановились от травм. Мразек остался основным вратарём, Ховард стал запасным, а Густавссон стал третьим вратарём. В конце февраля и начале марта Густавссон сыграл ещё в четырёх матчах, один раз выйдя на замену Ховарду, после чего практически перестал попадать в состав. После окончания сезона генеральный менеджер «Детройта» Кен Холланд завил, что клуб не будет предлагать новый контракт Густавссону и 1 июля тот станет свободным агентом.
В ноябре 2020 года объявил о завершении карьеры игрока.

### В сборной

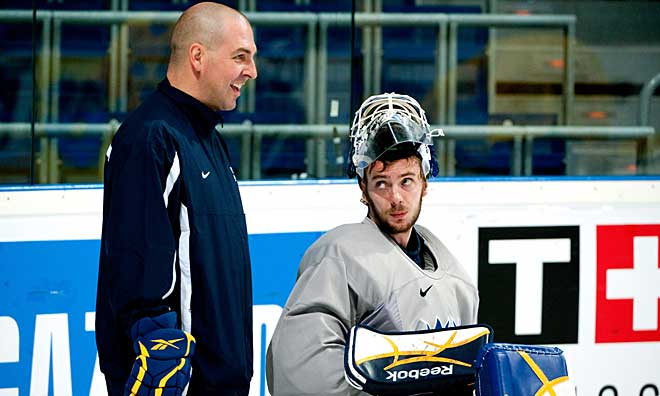
Юнас Густавссон и тренер вратарей Эрик Гранквист на тренировке сборной Швеции в 2010 году

На чемпионатах мира Густавссон дебютировал в 2009 году. На проходившем в Швейцарии турнире сборной Швеции заняла третье место, а Густавссон принял участие в пяти матчах из девяти.
На Олимпиаде в Ванкувере Густавссон сыграл в одном матче — на групповом этапе против сборной Белоруссии (Шведы выиграли со счётом 4:2).
На чемпионате мира 2010 года Густавссон и Якоб Маркстрём сыграли по три матча на первом и втором групповых этапах, но в матчах плей-офф и в матче за третье место играл Густавссон.
Юнас Густавссон был в заявке сборной Швеции на Олимпиаде в Сочи и стал обладателем серебряной медали, хотя не провёл на турнире ни одного матча.

## Статистика

### Клубная
| 2003/04     | АИК                   | Шве-2       | 1   | —  | —  | —  | 20   | 1   | 0 | 2,95 | —    | —  | — | — | —   | —  | — | —    |      |
| 2004/05     | АИК                   | Шве-3       | 22  | —  | —  | —  | 1270 | 32  | 4 | 1,51 | —    | —  | — | — | —   | —  | — | —    |      |
| 2005/06     | АИК                   | Шве-2       | 6   | —  | —  | —  | 351  | 14  | 0 | 2,39 | —    | —  | — | — | —   | —  | — | —    |      |
| 2006/07     | АИК                   | Шве-2       | 23  | —  | —  | —  | 1269 | 59  | 2 | 2,79 | —    | —  | — | — | —   | —  | — | —    |      |
| 2007/08     | Ферьестад             | Шве         | 20  | —  | —  | —  | 1102 | 44  | 2 | 2,40 | 91,9 | 10 | — | — | 517 | 31 | 0 | 3,60 | —    |
| 2007/08     | Скаре                 | Шве-2       | 6   | —  | —  | —  | 368  | 16  | 0 | 2,61 | —    | —  | — | — | —   | —  | — | —    |      |
| 2008/09     | Ферьестад             | Шве         | 42  | —  | —  | —  | 2475 | 81  | 3 | 1,96 | 93,1 | 13 | — | — | 819 | 14 | 5 | 1,03 | —    |
| 2009/10     | Торонто Мейпл Лифс    | НХЛ         | 42  | 16 | 15 | 9  | 2340 | 112 | 1 | 2,87 | 90,2 | —  | — | — | —   | —  | — | —    | —    |
| 2010/11     | Торонто Мейпл Лифс    | НХЛ         | 23  | 6  | 13 | 2  | 1242 | 68  | 0 | 3,29 | 89,0 | —  | — | — | —   | —  | — | —    | —    |
| 2010/11     | Торонто Марлис        | АХЛ         | 5   | 3  | 1  | 1  | 263  | 5   | 0 | 1,14 | 95,5 | —  | — | — | —   | —  | — | —    | —    |
| 2011/12     | Торонто Мейпл Лифс    | НХЛ         | 42  | 17 | 17 | 4  | 2301 | 112 | 4 | 2,92 | 90,2 | —  | — | — | —   | —  | — | —    | —    |
| 2012/13     | Детройт Ред Уингз     | НХЛ         | 7   | 2  | 2  | 1  | 349  | 17  | 0 | 2,92 | 87,9 | —  | — | — | —   | —  | — | —    | —    |
| 2012/13     | Гранд-Рапидс Гриффинс | АХЛ         | 1   | 1  | 0  | 0  | 60   | 1   | 0 | 1,00 | 96,3 | —  | — | — | —   | —  | — | —    | —    |
| 2013/14     | Детройт Ред Уингз     | НХЛ         | 27  | 16 | 5  | 4  | 1551 | 68  | 0 | 2,63 | 90,7 | 2  | 0 | 2 | 133 | 6  | 0 | 2,71 | 91,7 |
| 2014/15     | Детройт Ред Уингз     | НХЛ         | 7   | 3  | 3  | 1  | 351  | 15  | 1 | 2,56 | 91,1 | —  | — | — | —   | —  | — | —    | —    |
| 2014/15     | Гранд-Рапидс Гриффинс | АХЛ         | 2   | 1  | 1  | 0  | 119  | 4   | 0 | 2,02 | 93,7 | —  | — | — | —   | —  | — | —    | —    |
| Всего в НХЛ | Всего в НХЛ           | Всего в НХЛ | 148 | 60 | 55 | 21 | 8134 | 392 | 6 | 2,89 | 90,1 | 2  | 0 | 2 | 133 | 6  | 0 | 2,71 | 91,7 |

### Международная
| Год   | Сборная | Турнир | Место |    | Игр | В | П   | Мин | ПШ | «0»  | КН   | % |
| ----- | ------- | ------ | ----- | -- | --- | - | --- | --- | -- | ---- | ---- | - |
| 2009  | Швеция  | ЧМ     | 3     | 5  | 3   | 2 | 276 | 13  | 0  | 2,83 | 91,4 |   |
| 2010  | Швеция  | ОИ     | 5     | 1  | 1   | 0 | 60  | 2   | 0  | 2,00 | 89,5 |   |
| 2010  | Швеция  | ЧМ     | 3     | 6  | 4   | 2 | 370 | 11  | 0  | 1,79 | 93,7 |   |
| 2014  | Швеция  | ОИ     | 2     | 0  | —   | — | —   | —   | —  | —    | —    |   |
| Всего | Всего   | Всего  | Всего | 12 | 8   | 4 | 706 | 26  | 0  | 2,21 | 92,4 |   |

## Личная жизнь

### Семья
Мать Юнаса Густавссона скончалась от серьёзного заболевания лёгких, спустя четыре года после смерти отца Юнаса. Сам Юнас проживает со своей супругой Эмели Уитт недалеко от Детройта. Свадьба состоялась 19 марта 2013 года.

### На телевидении
Густавссон мельком упоминается в телесериале «Ясновидец» в 8-й серии 7-го сезона, когда главный герой Шон Спенсер говорит шведскому бармену о том, что его друга Гаса на самом деле зовут Юнас Густавссон. Бармен же переспрашивает, не он ли играет в «Торонто Мейпл Лифс».
25 августа 2011 года вышел эпизод шведского шоу «Fångarna på fortet» (шведская версия шоу «Fort Boyard»), в котором Густавссон играл в одной команде звёзд НХЛ вместе с Луи Эрикссоном, Карлом Гуннарссоном и Маттиасом Теденбю. Его команда одержала победу над сборной футбольных звёзд (Магнус Хедман, Никлас Скоог, Иксель Османовски и Роберт Прюц), выиграв 47 760 у.е.